# 施密特哈亨巴赫
施密特哈亨巴赫是德国莱茵兰-普法尔茨州的一个市镇。总面积10.05平方公里，总人口374人，其中男性190人，女性184人（2011年12月31日），人口密度37人/平方公里。